# Recital
Een recital is een uitvoering van een muziekprogramma bestaande uit solostukken, over het algemeen door één solist.
Wanneer de solist een pianist is, is hij de enige uitvoerende. Bij zang, of een typisch melodie-instrument, zoals een viool, altviool, cello, klarinet, hobo of fagot, is er vaak begeleiding op de piano.